# Mount Murchison (Tasmanien)

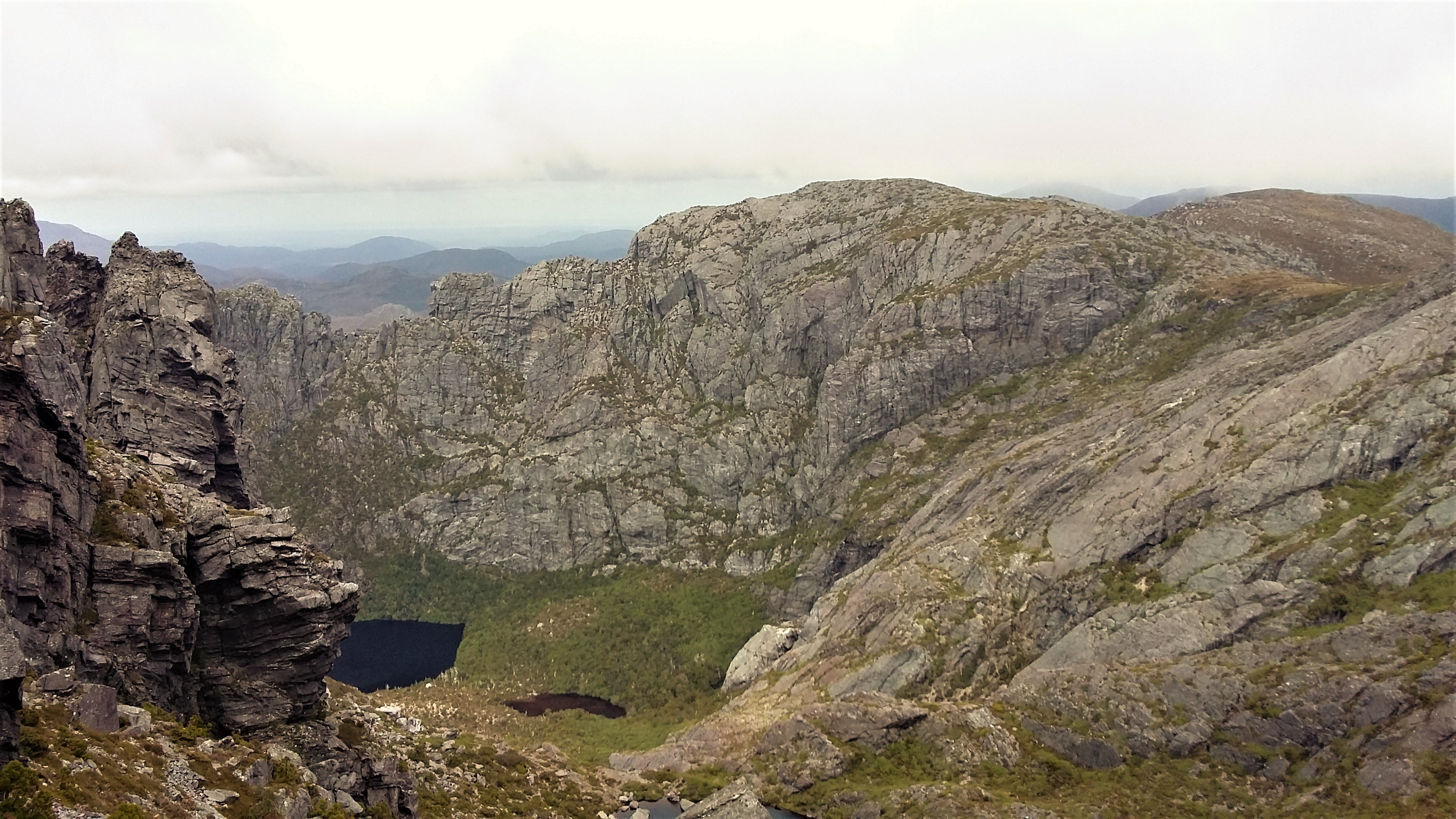
Mount Murchison

Der Mount Murchison ist ein Berg im Westen des australischen Bundesstaates Tasmanien. Mit 1.275 Meter ist er die höchste Erhebung der West Coast Range.
Die höheren Berge der West Coast Range wurden nach den Kritikern von Charles Darwins Theorien benannt, die niedrigeren nach deren Befürwortern.